# Mariola Membrives
Mariola Membrives (* 1978 in Córdoba) ist eine spanische Sängerin und Schauspielerin, die international vor allem im Bereich des Flamenco Nuevo und im World Jazz bekannt geworden ist.

## Leben und Wirken
Membrives, die in Córdoba aufwuchs, machte zunächst eine Ausbildung als Flamenco-Sängerin. Daneben arbeitete sie als Schauspielerin im Fernsehen. Nach ihrem Abschluss als Cante Flamenco an der Escola Superior de Música de Catalunya erhielt sie ein Stipendium der Anna Riera Fondation und der AIE für herausragende Leistungen. Sie absolvierte eine Ausbildung im Bereich Jazz und zeitgenössische Musik an der Escola Superior de Música de Catalunya und am Taller de Músics und studierte bei Mayte Martín, Juan Manuel Cañizares, Juan Ramón Caro, Arcángel, Chicuelo, Chiqui de la Linea, Ana Finger und Feliu Gassull. Sie erhielt auch eine Ausbildung im Flamencotanz und als Schauspielerin.
Membrives arbeitete mit Miguel Ángel Cortés, Pastora Galván, La Moneta, Daniel García Diego und Chicuelo zusammen sowie mit der Theatergruppe La Fura dels Baus, mit der sie das Projekt Frebach 212 realisierte. Während ihrer weiteren Karriere hat sie an Festivals und Produktionen wie dem Ciutat Flamenco 2014, der Produktion Candelas El amor Brujo von Culturarts (Comunitat Valenciana) und einem Festival in Mexiko teilgenommen.
2014 veröffentlichte Membrives das Album Llorona (Whatabout Music), das neben eigenen Kompositionen Themen von Luis Alberto Spinetta, Lole y Manuel oder Javier Ruibal und populäre Standards vorstellte und dabei ihre Stimme ausschließlich im Duo mit dem Kontrabass von Masa Kamaguchi präsentierte. Für El País ist das Album „eine Demonstration von Freiheit und Exzellenz und sogar von Exzess in der Mode“. Darin betreibe die Sängerin „riskante Übungen der Selbstbeobachtung“.
2016 interpretierte Membrives das Album Omega, das Enrique Morente 1996 mit der Rockband Lagartija Nick einspielte, im Jazzkontext, wofür ihr die Kritik „Wagemut“ bescheinigte. 2019 legte sie im Duo mit Gitarrist Marc Ribot mit Lorca. Spanish Songs (Karonte) eine Neuinterpretation von Volksliedern vor, die Federico García Lorca zusammengetragen und selbst bereits gespielt hatte. Das Album ist für Deutschlandfunk Kultur „schlicht und vielfarbig und auch irgendwie archaisch“.
Darüber hinaus hat sich Membrives zudem auf das Gebiet der Gesangstechnik und auf die musikwissenschaftliche Forschung spezialisiert. Dabei hat sie der lateinamerikanischen Folklore und ihrem Einfluss auf den Flamenco und generell der spanischen Musik ein besonderes Interesse geschenkt. Weiterhin komponierte sie Filmmusik für die Komödie Antonio cumple 50.
Membrives lebt und arbeitet seit vielen Jahren in Barcelona.